# Hernâni Cidade
Hernâni António Cidade (1887, Redondo- 1975, Évora), journaliste, critique littéraire, militaire, essayiste, historien et professeur d'université, membre de l'Ordre de Sant'Iago de l'Épée, une bibliothèque et une école portent son nom à Redondo.

## Origines
Fils de António Bernardino Cidade et de Genoveva da Purificação Madeira, il est un lointain parent de saint Jean de Dieu, sur lequel il écrivit une étude.
Il épousa Aida Tâmega et est le père de Helena Cidade de Moura, elle-même devenant Grand Officier de l'Ordre de la Liberté le 15 janvier 1998 et étant la belle-mère de Amílcar Theias (pt) (ministre portugais du Territoire 2003-2004).

## Biographie

### Chroniqueur de la vie artistique lisboète
Au début du XXe siècle, il est le témoin privilégié de l'apparition de la nouvelle génération d'artistes portugais. Ils se réunissent dans les cafés littéraires, comme A Brasileira, à Lisbonne. En 1915, Cidade consacre un chapitre à ce café dans son "Inquérito à Vida Literária Portuguesa" (Enquête sur la vie littéraire portugaise).

### Héros de la Première Guerre mondiale
Mobilisé en 1916, il a participé à la Première Guerre mondiale. Le 14 août 1917, avec trois autres soldats, il traverse la ligne de feu allemande pour aller récupérer des soldats portugais faits prisonniers lors d'un précédent raid ennemi. Cette action lui valut la Croix de guerre portugaise (pt),. Il sauvera aussi un soldat allemand, blessé au milieu de la ligne de front, en le ramenant du côté portugais pour le soigner.
Fait prisonnier le 9 avril 1918 lors de la bataille de la Lys, il organise dans le camp des officiers des conférences littéraires. La première a porté sur "Camões, poète européen".

### Vie Académique
En 1919, il devient membre de la Faculté de Lettres de l'Université de Porto jusqu'en 1930, quand Salazar arrête net ce pôle d'innovation et sa liberté de penser.
Il est ensuite invité à rejoindre la Faculté de lettres de l'Université de Lisbonne, il préférera passer le concours d'entrée plutôt que d'avoir un passe-droit.
En 1939-1940, il collabore à la Revue des Centenaires (pt) publiée à l'occasion de l'Exposition du monde portugais ainsi que la revue Litoral (1944-1945).

## Distinctions
- Grand-croix de l'ordre de Sant'Iago de l'Épée

Le 16 juin 1958, il est fait Commandeur de l'Ordre de Sant'Iago de l'Épée, puis est élevé à Grand Officier le 2 juillet 1969 et Grand-Croix le 4 juillet 1973.
En 1961, il est élu membre non-brésilien à l'Académie brésilienne des lettres.

## Œuvres
- A expansão ultramarina e a literatura portuguesa (1943)
- Camões em Lisboa e Lisboa nos Lusíadas (1972)
- Portugal histórico-cultural (1972)